# Drymaria barkleyi
Drymaria barkleyi là loài thực vật có hoa thuộc họ Cẩm chướng. Loài này được Duke & Steyerm. mô tả khoa học đầu tiên năm 1961.